# Katherine Proudfoot
Katherine Proudfoot (21 de abril de 1977 en Auckland, Nueva Zelanda), es una atleta australiana con parálisis cerebral que compite principalmente en pruebas de lanzamiento de peso. Compitió en la clasificación F36 en los Juegos Paralímpicos de verano de 2008, 2012 y 2016, ganando medallas en cada uno de ellos. Tras una solicitud de revisión médica a principios de 2017, ahora compite en lanzamientos sentados en la clasificación F32. En el Campeonato de Atletismo de Australia de 2017 lanzó 7,04 m en el evento de lanzamiento de peso asegurado para mujeres, mejorando el récord mundial de lanzamiento de peso F32 de 6,55 m.

## Vida personal
Estudió patología del habla en la Universidad de Newcastle y ahora trabaja en Canberra, Territorio de la Capital Australiana como logopeda. Fue identificada a través del Programa de Búsqueda de Talentos del Comité Paralímpico Australiano cuando éste visitó Newcastle, Nueva Gales del Sur y ahora tiene su base en Canberra donde la entrena Aaron Holt.

## Carrera deportiva

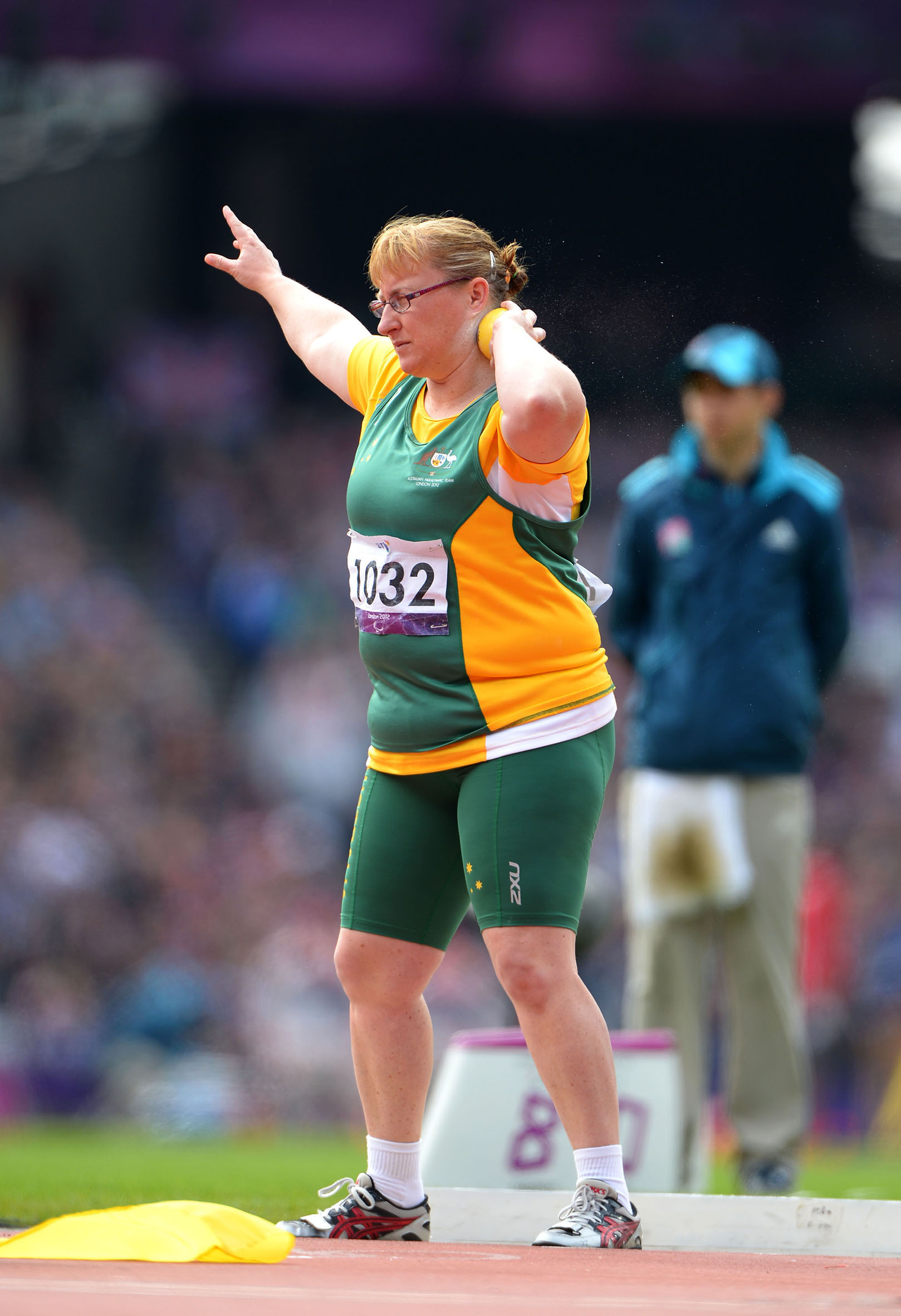
Proudfoot en los Juegos Paralímpicos de Londres 2012.

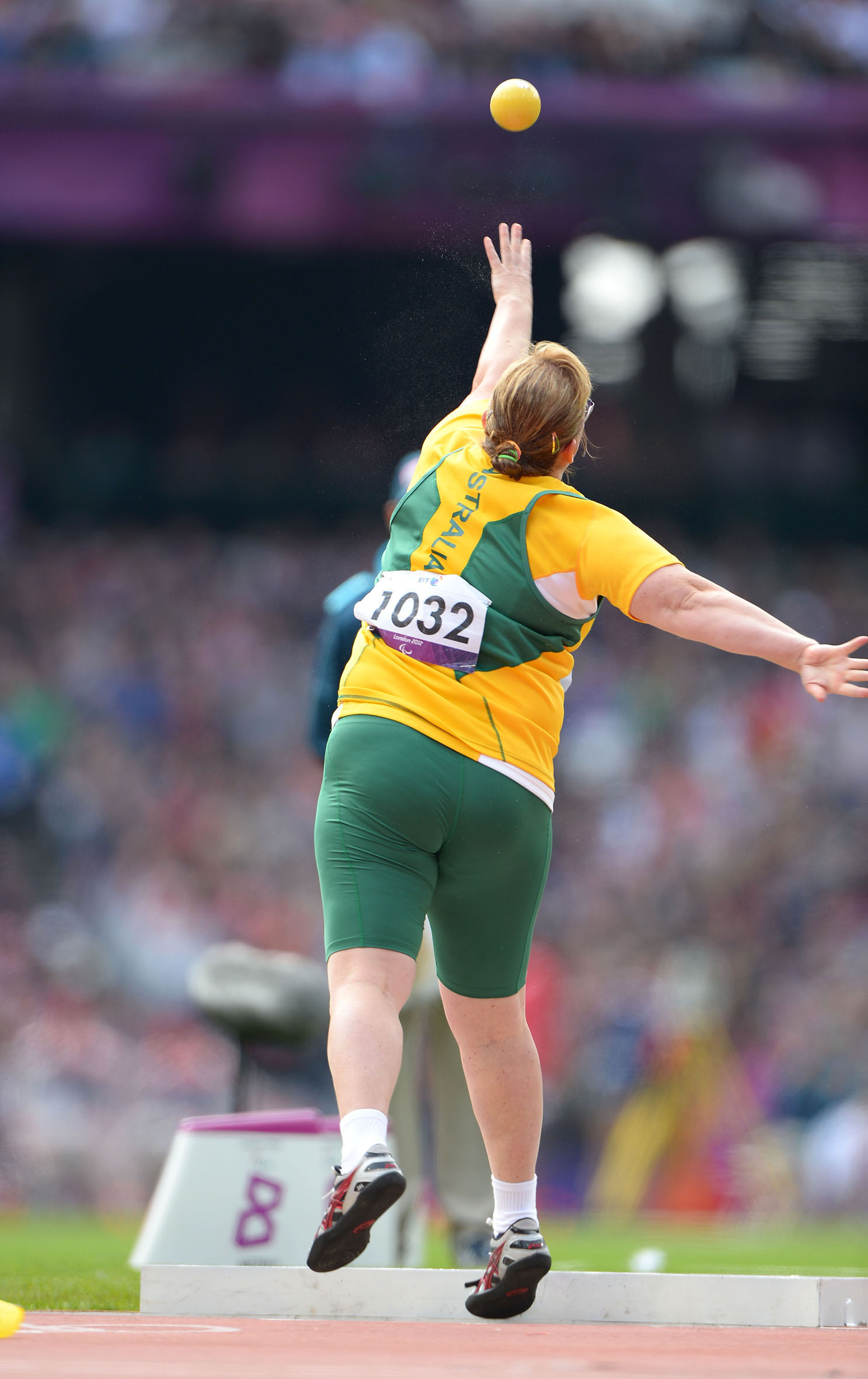
Proudfoot en los Juegos Paralímpicos de Londres 2012.

### Paralimpiadas
En los Juegos Paralímpicos de verano de 2008 en Pekín, China, ganó una medalla de plata en la prueba de lanzamiento de disco F35-36, así como en la de lanzamiento de peso F35/36. En los Juegos Paralímpicos de verano de 2012, Proudfoot participó en el lanzamiento de peso femenino F35/F36 y en el lanzamiento de disco F35/36, ganando una medalla de bronce en el disco. En los Juegos Paralímpicos de Río de 2016, ganó la medalla de bronce en el lanzamiento de peso femenino F36 con un lanzamiento de 9,70 m.

### Campeonato Mundial de Atletismo del IPC
Compitió en los Campeonatos Mundiales de Atletismo del IPC en 2006 en Assen, Holanda, ganando una medalla de plata en lanzamiento de peso femenino F35-36 y medallas de bronce en el disco femenino F35-36/38 y en los 100 m T36. En los Campeonatos Mundiales de Atletismo del IPC 2011 en Christchurch, Nueva Zelanda, ganó una medalla de bronce en discos F35-36. En su tercer Campeonato Mundial de Atletismo del IPC en Lyon, Francia, en 2013, ganó una medalla de bronce en los eventos de lanzamiento de peso femenino y en los discos F35/36.
En 2015, estaba siendo entrenada por Hamish MacDonald.